# برندن هاینز
برندان هینس (انگلیسی: Brendan Patrick Hines؛ زادهٔ ۲۸ دسامبر ۱۹۷۶) یک بازیگر سینما، خواننده-ترانه‌سرا، و هنرپیشه اهل ایالات متحده آمریکا است.

## گزیده فیلمشناسی
از فیلم‌ها یا برنامه‌های تلویزیونی که وی در آن نقش داشته‌است می‌توان به آثار زیر اشاره کرد.
- آنجل (مجموعه تلویزیونی ۱۹۹۹) (۱۹۹۹)
- نابودگر: ماجراهای سارا کانر (۲۰۰۸)
- به من دروغ بگو (۲۰۰۹–۲۰۱۱)
- کسل (مجموعه تلویزیونی) (۲۰۱۱)
- رسوایی (مجموعه تلویزیونی) (۲۰۱۲)
- امور پنهانی (۲۰۱۲)
- سوتس (۲۰۱۴)
- اسکورپیون (مجموعه تلویزیونی) (۲۰۱۴–۲۰۱۵)